# مطار آرمدال
مطار آرمدال (إياتا: ARM، إيكاو: YARM) هو مطار يخدم آرمدال، وهي مدينة في ولاية نيو ساوث ويلز الأسترالية. تقع على بعد ميلين بحريين (3.7 كم؛ 2.3 ميل) جنوب غرب من وسط المدينة، على طريق نيو إنجلاند السريع. يتم تشغيل المطار من قبل مجلس آرمدال الإقليمي.

## شركات الطيران والوجهات
| شركـات طيـران | الوجهات      |
| ------------- | ------------ |
| Link Airways  | مطار بريزبان |
| كانتاس لانك   | مطار سيدني   |
| Rex Airlines  | مطار سيدني   |